# بنیاد ملی ماهی‌ها و حیات وحش
بنیاد ملی ماهی‌ها و حیات وحش (به انگلیسی: National Fish and Wildlife Foundation) (NFWF) یک بنیاد آمریکایی است که توسط کنگره ایالات متحده در سال ۱۹۸۴ به منظور افزایش منابع موجود برای حفاظت از ماهی‌ها، حیات وحش، گیاهان و زیستگاه‌های آن‌ها با پروانۀ رسمی شکل گرفت.